# Katsura Yuki
Katsura Yuki (japanisch 桂 ゆき, Vorname bei gleicher Lesung eigentlich 雪 geschrieben; geb. 10. Oktober 1913 in Tokio; gest. 5. Februar 1991 in Tokio) war eine japanische Malerin während der Shōwa-Zeit.
Ihr Bruder ist der Schriftsteller Katsura Hidezumi.

## Leben und Werk
Katsura Yuki studierte zunächst unter Nakamura Ken’ichi, wurde auch von Fujita Tsuguharu und Tōgō Seiji in ihrer Begabung erkannt. Sie besuchte dann ab 1933 das „Institut für westliche Avantgarde-Malerei“ (アヴァンギャルド洋画研究所 Avangyardo yōga kenkyūjo). 1938 war sie Mitbegründer der „Gesellschaft des 9. Raumes“ (九室会), der ersten japanischen Abstraktengruppe.
1946 beteiligte sie sich zusammen mit Migishi Setsuko an der „Vereinigung der Malerinnen“ (女流画家協会 Joryū gaka kyōkai). 1949 erhielt sie den Preis dieser Vereinigung. Von 1950 bis 1956 war sie Jury-Mitglied für die Ausstellungen der Nika-kai (二科会), trennte sich aber 1961 von dieser Vereinigung. 1963 gewann sie den Preis des Mainichi-Verlages (毎日出版文化賞 Mainichi shuppan bunka shō) für „Eine Frau geht alleine durch den ursprünglichen Weiler“ (女ひとり原始部落に入る Onna hitori genshi buraku ni hairu).
Katsura Yukis Werk besteht vor allem aus zum Teil sehr komplexen Collagen, die trotz manchmal konkreter Titel doch meist abstrakt gehalten sind. Ausnahmen bilden Buchillustrationen.